# شبح بروكن

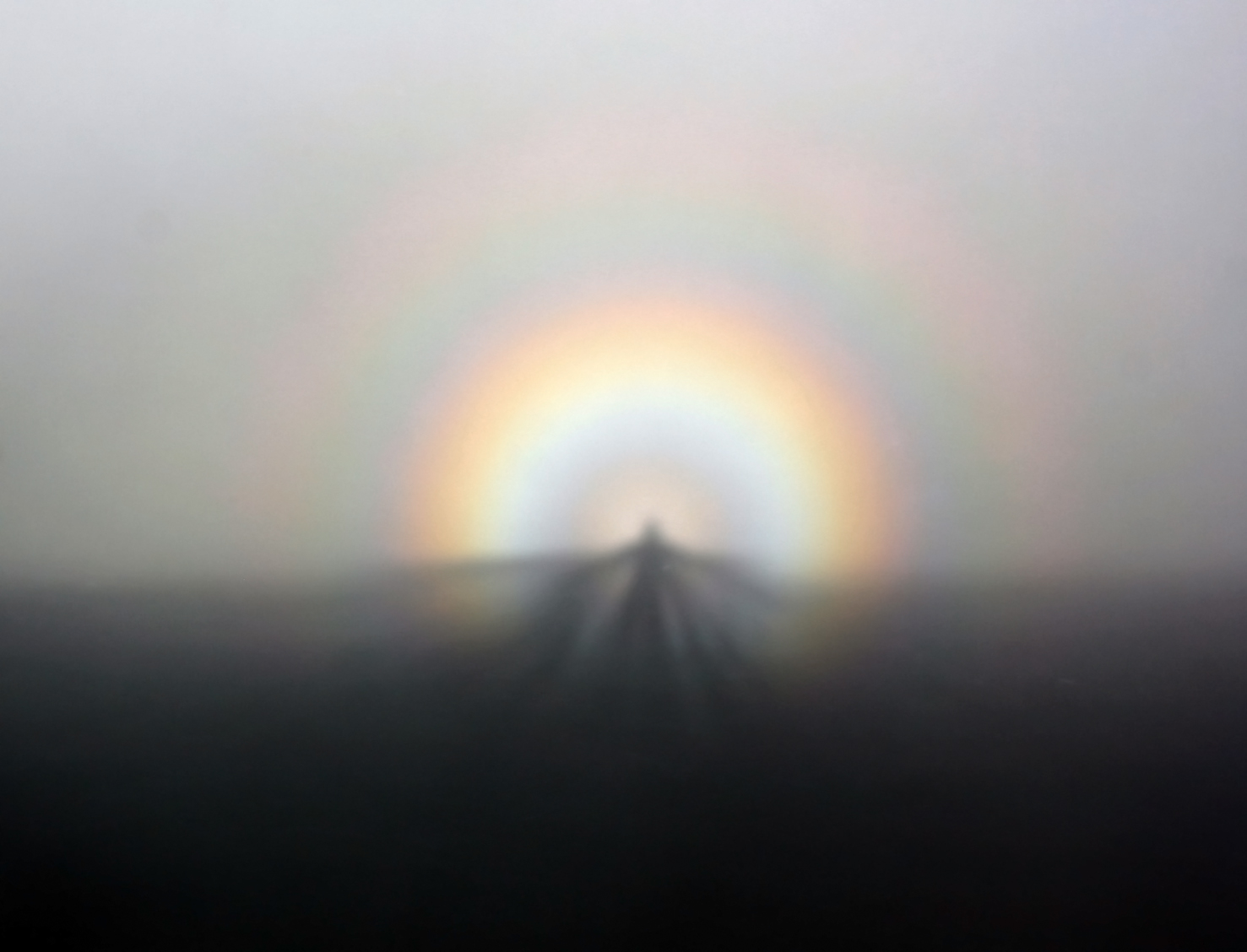

شبح بروكن ويسمى أيضاً قوس بروكن أو شبح الجبل. هو ظل عملاق يظهر على السحب المقابلة لاتجاه الشمس وغالباً ما يحاوط رأس الجسم وهج ملون  ويشكل هالة حوله، يظهر مقابل الشمس عندما تنكسر إشاعات الضوء وترتد قطرات الماء الموحدة في الغيوم.
تحدث هذه الظاهرة على سفوح الجبال الضبابية أو السحب الركامية.

## حدوثه

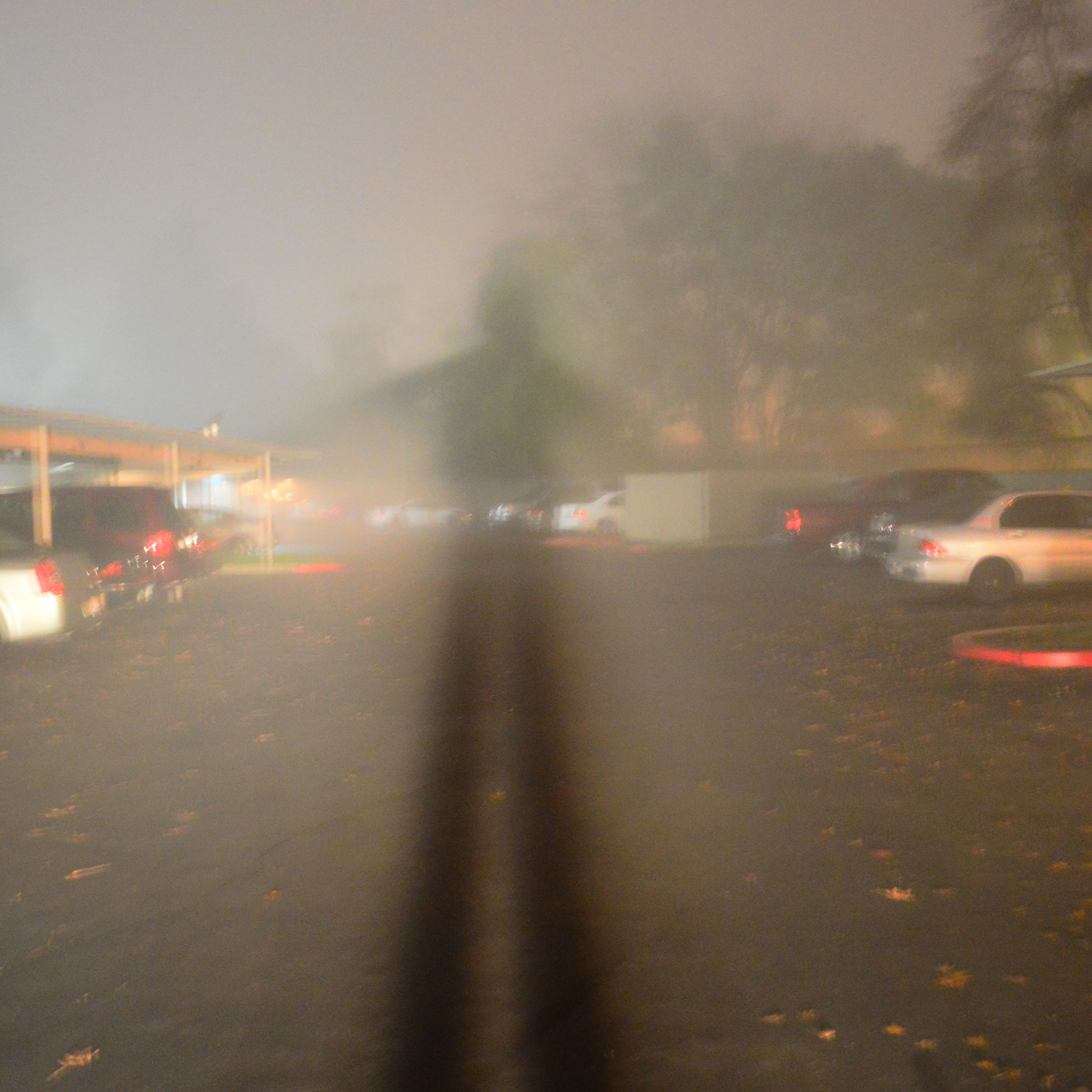

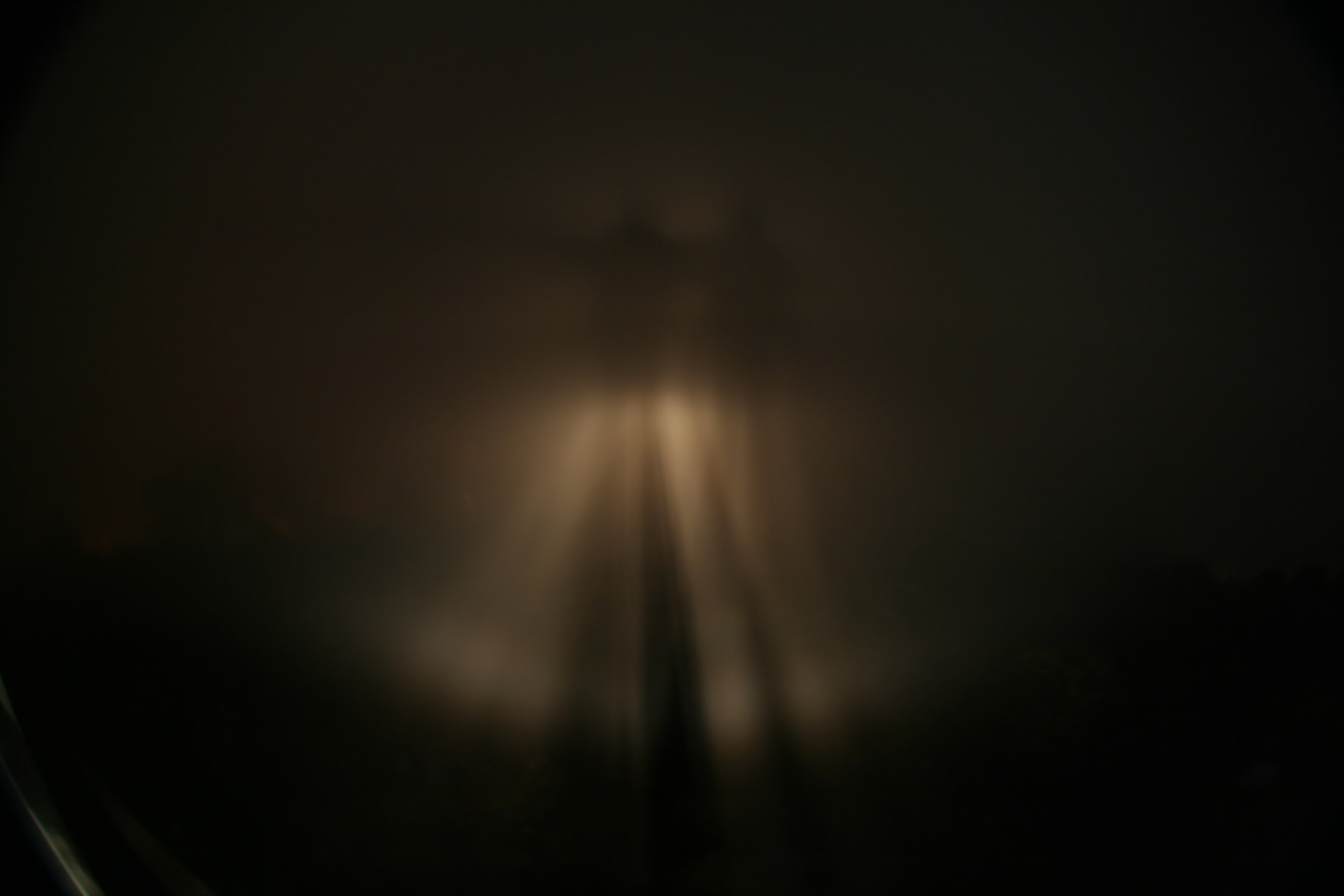

تحدث هذه الظاهرة عندما تشرق الشمس من خلف المشاهد الذي ينظر من قمة الجبل في الضباب، يسلط الضوء الظل نحو الضباب بشكل مثلثي حسب الرسم المنظوري، التكبير الظاهري لحجم الظل هو خداع بصري يحدث عندما ينفصل ظل المشاهد على سحب قريبة نسبياً ليصبح على نفس مسافة البعد من الأجسام التي بالأرض وتُرى من خلال فجوات السحب أو عندما لا يكون هناك نقاط مرجعية لفصل الحجم من خلالها، يسقط الظل على قطرات الماء أيضاً باختلاف المسافة من العين تشويشاً لعمق الإدراك. يستطيع الشبح بأن يتحرك (أحياناً بشكل مفاجئ) بسبب تحرك طبقة السحب واختلاف كثافة السحب.

## روابط إضافية
1. ↑  Brocken spectre نسخة محفوظة 9 يونيو 2019 على موقع واي باك مشين.
2. ↑  Kriemhild Gretchen - Puella Magi Wiki نسخة محفوظة 9 مايو 2019 على موقع واي باك مشين.
3. ↑  "نسخة مؤرشفة". مؤرشف من الأصل في 2013-01-14. اطلع عليه بتاريخ 2019-05-14.
4. ↑  Brocken Spectre in Scottish Highlands - EPOD - a service of USRA نسخة محفوظة 14 مايو 2019 على موقع واي باك مشين.